# レセルピン
レセルピン（英: reserpine）とはアドレナリン作動性ニューロン遮断薬の一つ。シナプス小胞へのカテコールアミンやセロトニンの取り込みを抑制し、その結果、これらがシナプス小胞内において枯渇することによって作用する。精神安定剤、血圧降下剤として用いられる。レセルピンは標的組織へ分布してから消失するまでの時間が短いにもかかわらず、効果が長く続く。このような効果をひき逃げ効果と呼ぶ。

## 概要

ノルアドレナリン神経におけるレセルピンの作用機序。

1952年にチバ社（現在のノバルティス）でインドジャボクから発見され、その学名、学名Rauwolfia serpentina+ine（Nを含むため）から、reserpine（レセルピン）と名づけられた。
適用は、高血圧症、フェノチアジン系薬物の使用困難な統合失調症などである。1954年に精神科の薬として実用化され、ほぼ同時に発見されたクロルプロマジンと共に精神科病院の「閉鎖病棟」を開放する大きな要因となった。現在は後述の副作用「重篤なうつ状態の出現」があるために、それを避け、臨床で処方されることがほとんどないのが現状である。
適用外だが、レセルピンは抗うつ薬としても効果がある。抗精神病薬でもあるレセルピンの服用後に、一部の患者で見られる抑うつ症状（精神運動性の制止）は錐体外路症状のアキネジアであると解釈される事がある。うつ病ではない高血圧症患者が服用しても、抑うつ症状や自殺などの副作用は同様に起こる。
レセルピンの作用機序は、小胞モノアミン輸送体(VMAT)の阻害であり、モノアミン枯渇剤である。すなわち、小胞体にノルアドレナリンが取り込まれるのを阻害することで神経終末においてノルアドレナリンが減少し、鎮静作用、血圧の下降、心拍数の減少、瞳孔の縮小、体温の下降などの諸反応が起こるというものであるが、その後の研究でレセルピンを投薬するとノルアドレナリンだけでなくセロトニンやドーパミンなどの神経伝達物質の量が同時に減少したり、副腎皮質刺激ホルモン（ACTH）とコルチコステロン（げっ歯類のストレスホルモンの一種でヒトではコルチゾール）の血中レベルを上昇させる。また、ストレスによる下垂体前葉からのACTH分泌をレセルピンが抑制することがわかっているが、これは上流にある視床下部のモノアミンの枯渇が原因とされている。
うつ病患者や自殺企図をもった者への投薬は禁忌とされるほか、妊娠中や胃潰瘍があるなどの場合もこの薬は適さない。
適切な量で用いない場合はパーキンソン症候群などの副作用のリスクもあり、少量より開始するなど投薬後の患者の状態に十分注意する必要があるため、現在では血圧降下剤としての用途が中心である。
一方でこの薬の強力な作用を活かして、適用外ではあるが、抗ヒスタミン薬やステロイドでも改善しない蕁麻疹の重症例に対してレセルピンを追加すると効果が上がるケースがあるという報告がある（肥満細胞内のセロトニンを枯渇させるためではないかと考えられている）。

## 精神疾患のモノアミン仮説
副作用の抑うつ状態のメカニズムを解析する過程で、脳内の神経伝達物質の減少が報告され、ノルアドレナリン（1946年）、セロトニン（1952年）、ドーパミン（1957年）が発見された。これらの化学構造式がメスカリンやLSD-25といった幻覚を起こす物質に似ていたので、これらなどの神経伝達物質の異常な代謝により、多くの問題をきたすという仮説（モノアミン仮説）が立てられた。しかし、抗うつ薬が脳内のシナプス間隙におけるこれらのモノアミンレベルを急速に上げるのにもかかわらず、抗うつ作用の発現に2週間以上の時間を要することから、否定的な見解も多い。このことから、現在、仮説の域を出ることはできないものの、臨床での患者への説明ではこの仮説を使って説明されることが多い。また、このレセルピンを動物に投与して作製する「レセルピンモデル」は世界初のうつ病モデルとして有名である。

## 商品名
- アポプロン錠（第一三共株式会社）２０１９年３月をもって販売中止。
- アポプロン散（第一三共株式会社）２０１９年３月をもって販売中止。